# 263255 Jultayu
263255 Jultayu este un asteroid din centura principală de asteroizi.

## Descriere
263255 Jultayu este un asteroid din centura principală de asteroizi. A fost descoperit pe 25 ianuarie 2008 la La Cañada de Juan Lacruz. Asteroidul prezintă o orbită caracterizată de o semiaxă mare de 2,64 ua, o excentricitate de 0,06 și o înclinație de 4,9° în raport cu ecliptica.